# كالانغامان (جزيرة)
جزيرة كالانغامان(بالفلبينية:Pulo ng Kalanggaman) هي جزيرة صغيرة تقع قبالة سواحل بلدية بالير في مقاطعة ليتي، ضمن منطقة بيسايا الشرقية في الفلبين، تتميز بجمالها الطبيعي، وشواطئها ذات الرمال البيضاء، والمياه الفيروزية الهادئة، ما يجعلها وجهة شعبية للرحلات البحرية والأنشطة السياحية مثل السباحة والغطس.

## نبذه
الجزيرة غير مأهولة بالسكان، مما يمنح الزوار تجربة استجمام هادئة وبعيدة عن الازدحام، على الرغم من محدودية البنية التحتية السياحية، إلا أن الجزيرة تُعد من الوجهات المميزة للتخييم والغطس السطحي، نظرًا لتنوع الحياة البحرية والشعاب المرجانية التي تحيط بها.
تدار جزيرة كالانغامان من قبل حكومة بلدية بالير، التي تفرض رسوم دخول للمساعدة في الحفاظ على نظافة الجزيرة وتنظيم النشاطات السياحية فيها، ويمكن الوصول إلى الجزيرة بواسطة القوارب الصغيرة من مدينة بالير أو من مناطق مجاورة في ليتي وسبو.